# Oberschleißheim (stacja kolejowa)
Oberschleißheim (niem. Bahnhof Oberschleißheim) – stacja kolejowa w Oberschleißheim, w kraju związkowym Bawaria, w Niemczech. Znajduje się na 20 km linii Monachium – Ratyzbona. Według DB Station&Service ma kategorię 4.
Nowa stacja Oberschleißheim została otwarta 28 maja 1972 r. wraz z uruchomieniem S-Bahn Monachium. Stacja S-Bahn znajduje się w północnej części miejscowości i ma trzy krawędzie peronowe. Na torze nr 1 pociągi linii S1 S-Bahn Monachium zatrzymują się w kierunku centrum miasta. Na torze nr 2, pociągi S-Bahn zatrzymują się, rozpoczynają bieg lub są wyprzedzane. Stąd można dotrzeć do parkingu, który znajduje się na północ od stacji. Na torze nr 3 pociągi S1 kursują w kierunku Freising lub lotniska. Tory 1 i 2 znajdują się przy peronie wyspowym, tor nr 3 przy peronie bocznym. Na perony można dostać się przejściem podziemnym.

## Linie kolejowe
- Linia Monachium – Ratyzbona

## Połączenia
| Linia | Trasa | Takt   |
| ----- | --- | ------ |
| S1    | Freising – Pulling – Neufahrn / Flughafen München – Flughafen Besucherpark – Neufahrn – Eching – Lohhof – Unterschleißheim – Oberschleißheim – Feldmoching – Fasanerie – Moosach – Laim – Hirschgarten – Donnersbergerbrücke – Hackerbrücke – Hauptbahnhof – Karlsplatz (Stachus) – Marienplatz – Isartor – Rosenheimer Platz – Ostbahnhof | 20 min |